# Anna Seghers

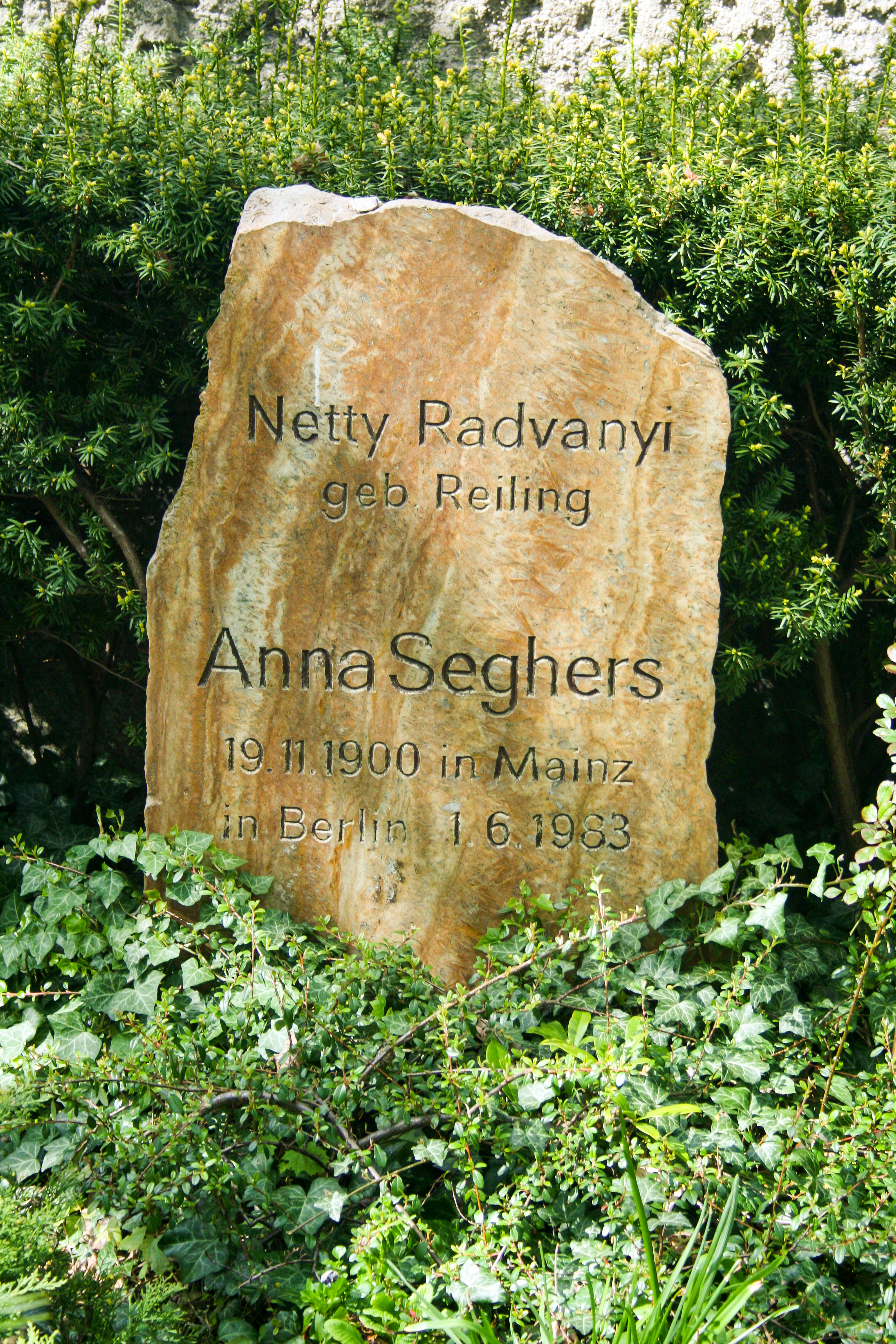
Anna Seghers grav vid Dorotheenstädtischer Friedhof i Berlin.

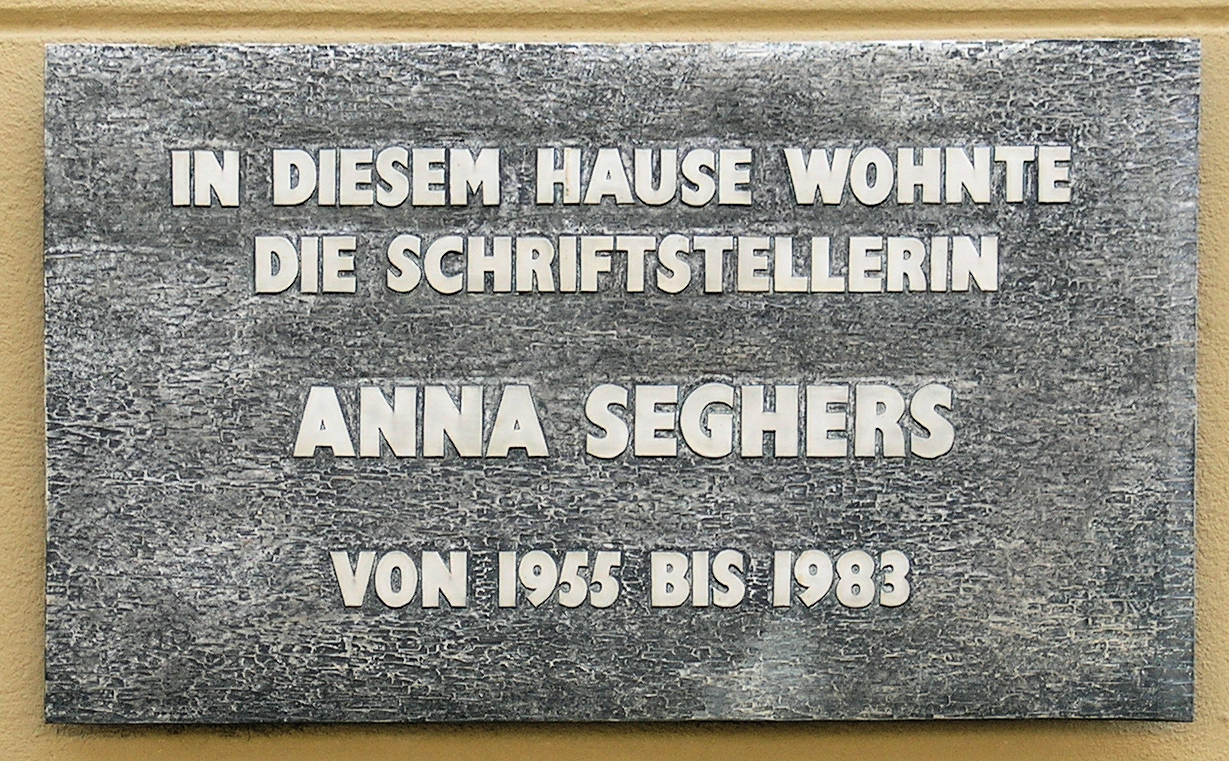
Plakett vid Anna Seghers hus. Anna Seghers Straße 81, i Berlin.

Anna Seghers, egentligen Netty Rádváni, född Reiling 19 november 1900 i Mainz, död 1 juni 1983 i Berlin, var en tysk författare. Som aktiv kommunist och antifascist var hon flykting från naziregimens Tyskland, efter krigsslutet verksam i DDR. 

## Biografi

### Bakgrund och tidig karriär
Anna Seghers föddes år 1900 i Mainz som enda barnet i en välbärgad judisk familj. Fadern Isidor Reiling var konsthandlare och modern Hedwig Reiling, född Fuld, tillhörde en familj vars förmögenhet var baserad på bland annat konst och antikviteter. Trots den ortodoxjudiska hemmiljön var också inflytandet från katolicismen påtagligt i barndomshemmet. Under första världskriget var Anna Seghers engagerad i krigshjälpsaktiviteter. Hon bedrev akademiska studier 1920–1924 vid universitetet i Heidelberg och vid universitetet i Köln och läste bland annat rysk, fransk och tysk litteratur, kinesisk kultur och konsthistoria samt blev filosofie doktor i konsthistoria när hon i Köln disputerade på en avhandling om judiska motiv i Rembrandts konst.
I Heidelberg mötte hon också sin blivande man, ungraren Ladislaus Rádványi, som var sociolog. Efter giftermålet 1925 flyttade paret till Berlin där deras två söner föddes. Från 1928 var Anna Seghers medlem i det tyska kommunistpartiet. Som författare hade hon fått sina första novell publicerad i pressen 1924. Tre år senare följde nästa publicering och då under pseudonymen Anna Seghers vilket fortsättningsvis kom att bli hennes författarnamn. Seghers är ett namn som återfinns i den nederländska konsthistorien. I Berlin var maken ledare för Marxistische Arbeiterschule, medan Anna Seghers fortsatte med sitt författarskap, tilldelades ett litterärt pris och blev medlem i föreningen för proletära revolutionära författare i Tyskland.

### Åren i exil
Efter nazisternas maktövertagande 1933 utfärdades en arresteringsorder för Anna Seghers och hennes böcker bannlystes. Hon lyckades fly med sin familj till Schweiz och därifrån till Paris. Där var hon aktiv i uppbyggnaden av Volksfront, en antifascistisk partiöverskridande rörelse; hon bidrog till arrangerandet av en internationell kongress till kulturens försvar och hon publicerade essäer och höll föredrag. När Tyskland angrepp Frankrike 1940 flydde hon till södra delen av landet, medan hennes make internerades i ett ökänt fångläger. Med hjälp av vänner och internationella kontakter lyckades hon lämna landet med sin familj. Hon hamnade slutligen i Mexico City, där hon blev kvar till krigsslutet.
Mexiko var en fristad för många av Europas exilkommunister. Anna Seghers grundade den antifascistiska klubben Heinrich-Heine-Klub, gav ut tidskriften Freies Deutschland och fortsatte sitt arbete mot fascismen. Under denna tid nåddes hon av beskedet att hennes mor avlidit i ett polskt koncentrationsläger. En trafikolycka medförde också en längre tids sjukhusvistelse. Hennes författarskap fick ett internationellt genombrott i och med utgivningen av Das siebte Kreuz 1941 (Det sjunde korset, 1943). Tiden i Mexiko har skildrats av Volker Weidermann i boken Brennendes Licht : Anna Seghers in Mexiko, 2020 (svensk översättning Mexico City 1941 : Anna Seghers i exil, 2021).

### Åter i Tyskland
1947 återvände Anna Seghers till Europa och bosatte sig i Berlin. Hennes make följde efter några år senare. Hon kom att bo i DDR fram till sin död. Hon engagerade sig i världsfredsrörelsen och blev ordförande i Författarförbundet i landet. Hennes kommunistiska övertygelse kvarstod livet ut, även om hon upplevde frustration över utvecklingen under det kalla kriget. Hon kom att betraktas som en kulturell ikon av de styrande i DDR, och hennes lojalitet med regimen visades bland annat genom att hon förblev passiv vid händelser som arbetarupproret 1953, Ungernrevolten 1956, uppförandet av Berlinmuren 1961 och Pragvåren 1968.
Seghers avled 1983 och hyllades med en statsbegravning. Hennes grav finns på Dorotheenstädtischer Friedhof i Berlin och hennes bostad på Anna-Seghers-Straße, tidigare Volkswohlstraße 81, är museum och hemvist för Anna Segherssällskapet.

## Författarskap
Anna Seghers litterära genombrott kom 1928 med utgivningen av romanen Aufstand der Fischer von St. Barbara (Upploppet, 1930). Den är en skildring av ett uppror bland fiskare i Bretagne. Författaren belönades för romanen med Kleistpriset. Efter den följande romanen Die Gefährten (1932) övergick makten i landet till NSDAP; författaren bannlystes i Tyskland, hennes böcker brändes och hon tvingades fly landet.
Under exilen i Mexiko skrev hon 1942 den bok som kom att betyda mest ur ett internationellt perspektiv, Das siebte Kreuz (Det sjunde korset, 1943). Där skildras hur sju män flyr ur ett fångläger. Lägerchefen bereder straffet för männen när de påträffas genom att bygga upp sju kors där de ska hängas. Under sju dagar kommer sex av rymmarna att fångas in, men den sjunde klarar sig – inte minst genom medmänniskors osjälviska hjälpsamhet – men det finns också förrädare och opålitliga personer. Romanen filmatiserades 1944 i Hollywood av Fred Zinnemann och med Spencer Tracy som huvudperson.
Romanen Transit, först utgiven först på engelska och spanska 1944, bygger på författarens egna erfarenheter av flyktingskapets limbo mellan krav från mottagarland, transitland och rederier. Den skildrar en ung man som efter flykt från fångläger i Tyskland hamnar i Paris. Där blir han genom nyckfulla omständigheter innehavare av en koffert tillhörande en författare som tagit sitt liv under en hotellvistelse. När tyskarna når Paris flyr han vidare söderut i landet och hamnar i Marseille, där ett stort antal flyktingar samlas i hopp om att genom båttransport i första hand kunna nå den amerikanska kontinenten. Det krävs intyg för att få vistas i staden, dokument från konsulat i tänkt mottagarland och transitintyg för att kunna mellanlanda i Spanien eller Portugal. Han antar författarens identitet, möter och attraheras av författarens hustru som inte vet om att maken är död utan väntar och spanar efter honom på gator och kaféer. Även denna roman har filmatiserats, senast 2018 av Christian Petzold.
Anna Seghers var en produktiv författare, med viss förkärlek för äldre berättelser och myter. Hennes politiska ställningstagande framgår ofta i hennes verk. Hon använde också sina erfarenheter från åren i Mexiko i några verk, och en berättelse ("Der Ausflug der toten Mädchen" 1946) är uttryckligen självbiografisk. Senare års produktion beskrivs som präglade av politisk följsamhet till DDR-regimens ideal, den så kallade socialistiska realismen. På tyska har hennes verk samlats i 14 volymer.